# Ruza
Ruza (del ruso: Руза) es una ciudad del óblast de Moscú, en Rusia, centro administrativo del rayón de Ruza, a 100 km al oeste de Moscú. Se encuentra a orillas del río homónimo, tributario del Moscova. La ciudad contaba con 13.164 habitantes en 2009.

## Historia

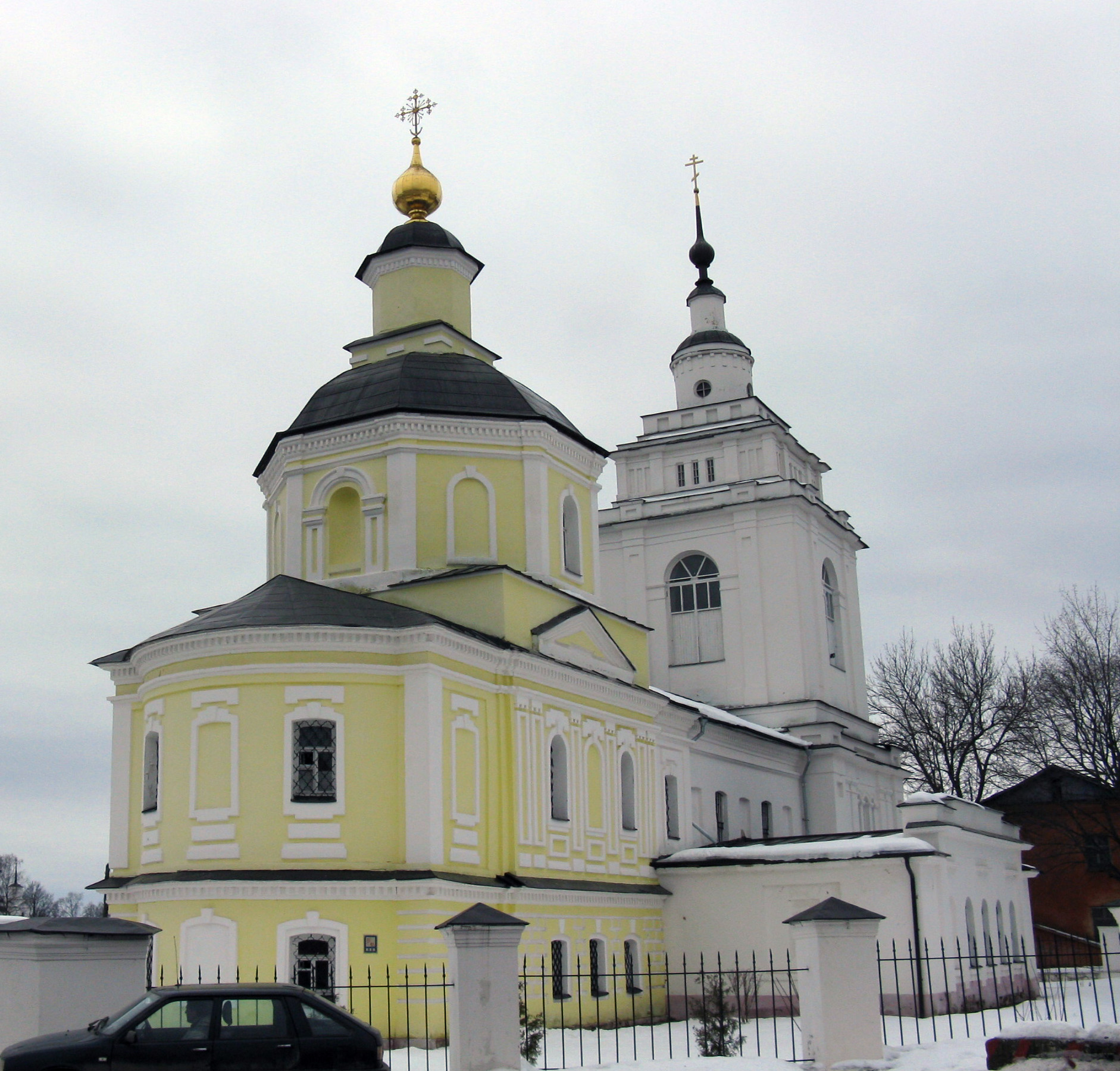
Iglesia Pokróvskaya.

La primera mención sobre Ruza remonta a 1339: en ese momento formaba parte del principado de Zvenígorod, es hallada con el nombre Ruza-gorodok. Entra en los dominios de Moscovia a principios del siglo XVI. Su función principal a partir de entonces fue la de fortificación que protegía el flanco occidental de Moscú. En la Guerra Polaco-Moscovita (1605-1618) fue sitiada por las tropas polaco-lituanas. Fue tomada en varias ocasiones por las tropas alemanas durante la Segunda Guerra Mundial en la batalla de Moscú.

## Patrimonio

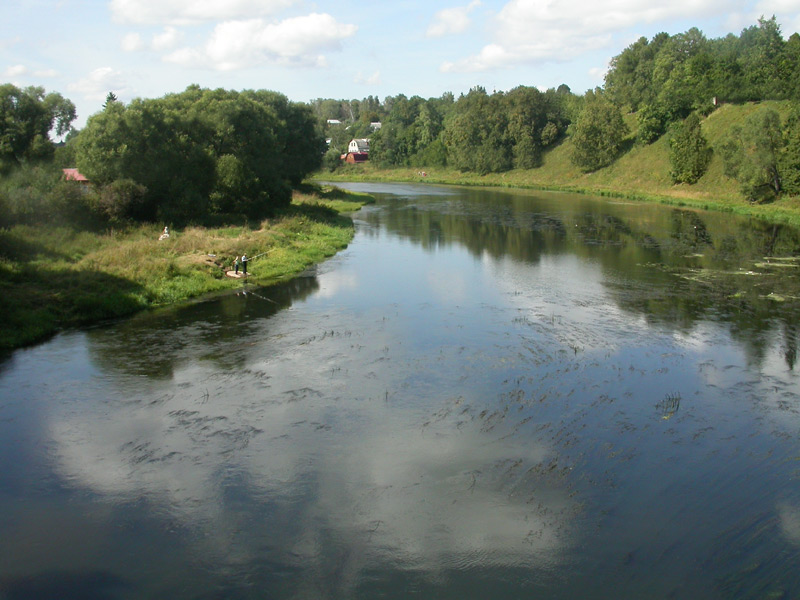
El río Ruza a su paso por la ciudad.

En la ciudad existen varias iglesias de los siglos XVIII y XIX. Cuenta asimismo con un museo de historia local. Debido a sus alrededores pintorescos es un lugar popular.
En el pueblo de Kamenskoye, al sur de Ruza, hay una iglesia fortificada del siglo XIV. Es el edificio superviviente del óblast de Moscú.

## Demografía
| 1897  | 1926  | 1959  | 1970  | 1979   | 1989   | 2002   | 2008   |
| ----- | ----- | ----- | ----- | ------ | ------ | ------ | ------ |
| 2 500 | 2 800 | 6 000 | 7 700 | 10 900 | 14 643 | 13 516 | 13 166 |

## Economía y transporte
La localidad alberga varias compañías alimenticias (lecheras, cárnicas, licores), así como una fábrica textil y una fábrica de muebles. A 20 km al sur, en el pueblo de Dorojovo, hay una fábrica de la empresa LG Electronics desde 2007.
La estación de ferrocarril más cercana está a 22 km, en Tuchkovo.